# Erhaltungssatzung
Erhaltungssatzungen (in Stadtgemeinden wie Hamburg Erhaltungsverordnungen) sind baurechtliche Satzungen, die von den Gemeinden in Deutschland auf der Grundlage des besonderen Städtebaurechts aus dem Baugesetzbuch (BauGB) erlassen werden können. Rechtsgrundlage dafür sind die §§ 172 ff. BauGB und  § 34 BauGB. Eine Erhaltungssatzung nach § 172 BauGB setzt eine planungsrechtliche Zulässigkeit nach § 34 BauGB voraus. Gemäß § 34 Abs. 4 Satz 1 Nr. 1 BauGB kann die Gemeinde durch Satzung die Grenzen für im Zusammenhang bebaute Ortsteile festlegen. Es gibt demnach drei Schutzziele, die die Aufstellung einer Erhaltungssatzung rechtfertigen können:
1. die Erhaltung der städtebaulichen Eigenart eines Gebiets auf Grund seiner städtebaulichen Gestalt
2. den sogenannten Milieuschutz, also den Erhalt der Zusammensetzung der Wohnbevölkerung oder
3. die Unterstützung städtebaulicher Umstrukturierungen.

Im Geltungsbereich einer Erhaltungssatzung bedürfen der Abbruch („Rückbau“), die Änderung oder die Nutzungsänderung und die Errichtung baulicher Anlagen einer Genehmigung durch die Gemeinde. Dabei wird am Maßstab der Erhaltungsziele der jeweiligen Satzung geprüft, ob die Maßnahme zulässig ist. Bei den oben unter 1. beschriebenen Satzungen bedarf selbst der Neubau baulicher Anlagen einer entsprechenden Genehmigung. Diese Genehmigungserfordernis ist unabhängig von einer etwaigen landesrechtlichen Genehmigungsfreiheit nach dem Bauordnungsrecht des jeweiligen Landes.

## Erhaltung der städtebaulichen Eigenart eines Gebietes
Die Erhaltungssatzung zu diesem Zweck gilt als „kommunaler Denkmalschutz“, denn damit kann eine Kommune unabhängig vom Landes-Denkmalschutz Quartiere oder Stadtteile vor ungewollten oder nachteiligen Veränderungen schützen. Sie kann dafür sorgen, dass sich Neubauten stärker in die Umgebung einfügen, als das allein nach § 34 BauGB (Einfügungsgebot) möglich wäre, beispielsweise die Verwendung eines Satteldaches, die Eindeckungsart und -farbe, Fensterformate und Fassadenfarben. Dazu bedarf es lediglich einer fundierten Begründung in der Satzung. Ein unvollständig erhaltenes Gebiet kann mittels Erhaltungssatzung in eine bestimmte Richtung weiterentwickelt werden. Gegenstand einer solchen Satzung sind häufig in einem einheitlichen oder weitgehend einheitlichen Stil erhaltene Straßenzüge oder Quartiere, aber auch Baugebiete gleicher oder ähnlicher Struktur, also solche mit einer „städtebaulichen Eigenart“. Letztere muss zwar definiert, kann aber weit gefasst werden. Auch wenn die Erhaltungssatzung grundsätzlich bestandsorientiert ist, hat die Kommune damit Einflussmöglichkeiten auf die Bebauung und ihre städtebauliche Entwicklung, wie sie ihr mittels Bebauungsplan im Regelfall nicht zur Verfügung stehen. Im Gegensatz zum Bebauungsplan bedarf es für eine Erhaltungssatzung keines Aufstellungsverfahrens.

## Milieuschutzsatzungen
Erhaltungssatzungen nach § 172 Abs. 1 Satz 1 Nr. 2 BauGB in der Form als Milieuschutzsatzungen werden von der Rechtsprechung anerkannt. Diese können für ein Gebiet mit jeder Art von Wohnbevölkerung erlassen werden, soweit deren Zusammensetzung aus besonderen städtebaulichen Gründen erhalten werden soll. Ziel der Satzung ist es, den in einem intakten Gebiet wohnenden Menschen den Bestand der Umgebung zu sichern und so die Bevölkerungsstruktur in einem bestimmten Ortsteil vor unerwünschten Veränderungen zu schützen. Diese städtebauliche Zielsetzung ist das entscheidende inhaltliche Kriterium für die Abgrenzung des Gebiets einer Erhaltungssatzung. Gründe sind geeignet, die auf die konkrete Situation bezogene und deshalb „besondere“ städtebauliche Zielsetzungen den Erlass einer Erhaltungssatzung rechtfertigen (siehe dazu § 1 Abs. 9 BauNVO).